# Virginia Slims of Nashville 1983
Il Virginia Slims of Nashville 1983 è stato un torneo di tennis giocato sul sintetico indoor. 
È stata la 2ª edizione del torneo, che fa parte del Virginia Slims World Championship Series 1983. 
Si è giocato a Nashville negli USA dal 28 febbraio al 6 marzo 1983.

## Campionesse

### Singolare
Kathleen Horvath ha battuto in finale  Marcela Skuherská con il punteggio di 6–4, 6–3

### Doppio
Rosalyn Fairbank /  Candy Reynolds hanno battuto in finale  Alycia Moulton /  Paula Smith con il punteggio di 6–4, 7–6